# Aushubtiefe
Die Aushubtiefe ist der Höhenunterschied zwischen dem Höhenniveau der ursprünglichen Erdoberfläche und dem Boden einer Baugrube oder eines Grabens.
Vereinfacht zieht eine höhere Aushubtiefe auch höhere Kosten nach sich, da das entsprechende Erdreich (der Aushub) bewegt und ggf. auch von der Baustelle entfernt und abgelagert oder ausgetauscht (Bodenaustausch) werden muss. Von einer bestimmten Aushubtiefe an ist das seitliche Erdreich aus Sicherheitsgründen abzuböschen bzw. abzustützen. Dieses Abstützen wird als (Baugruben-)Verbau bezeichnet. Welche Art von Verbau gewählt werden muss, ist in Normen festgelegt und hängt – neben anderen Faktoren, wie der Bodenklasse – vor allem von der Aushubtiefe ab.
Mit der Aushubtiefe steigt tendenziell die Notwendigkeit der Wasserhaltung, die ebenfalls erhebliche Kosten verursachen kann.